# Michael Siebel (Bildhauer)

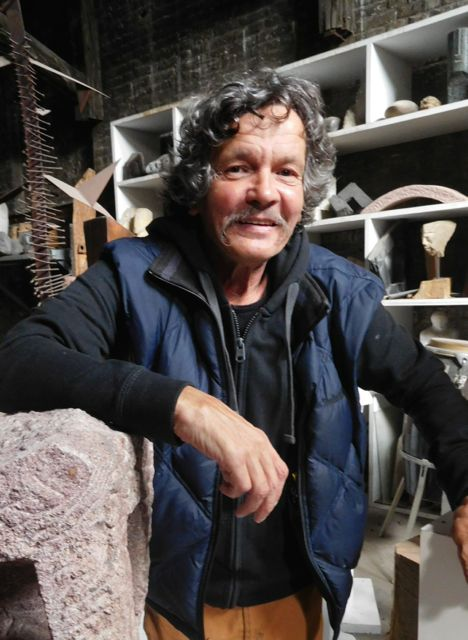
Michael Siebel in seinem Atelier 2015

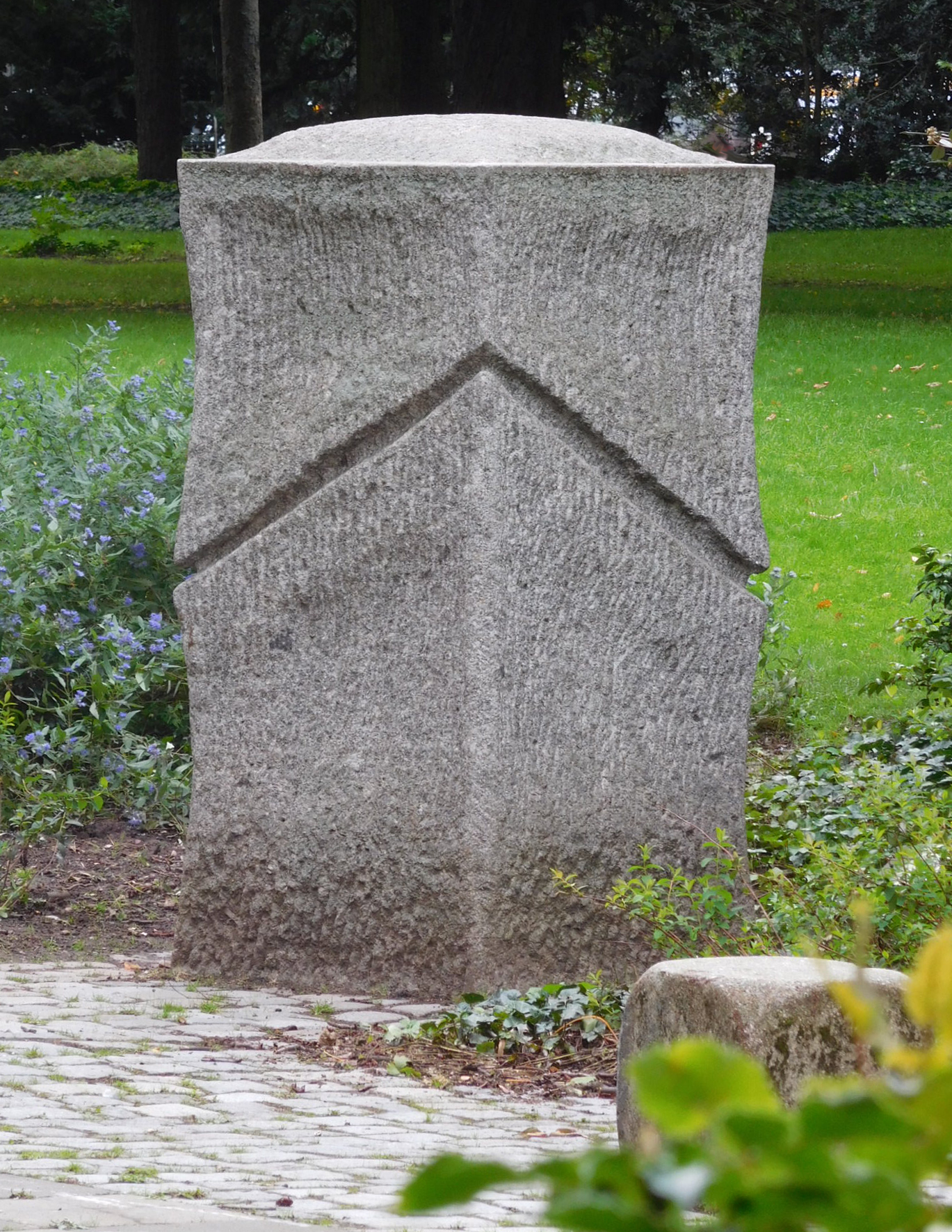
Michael Siebel: Große Diagonale, 1980, Skulptur in Granit

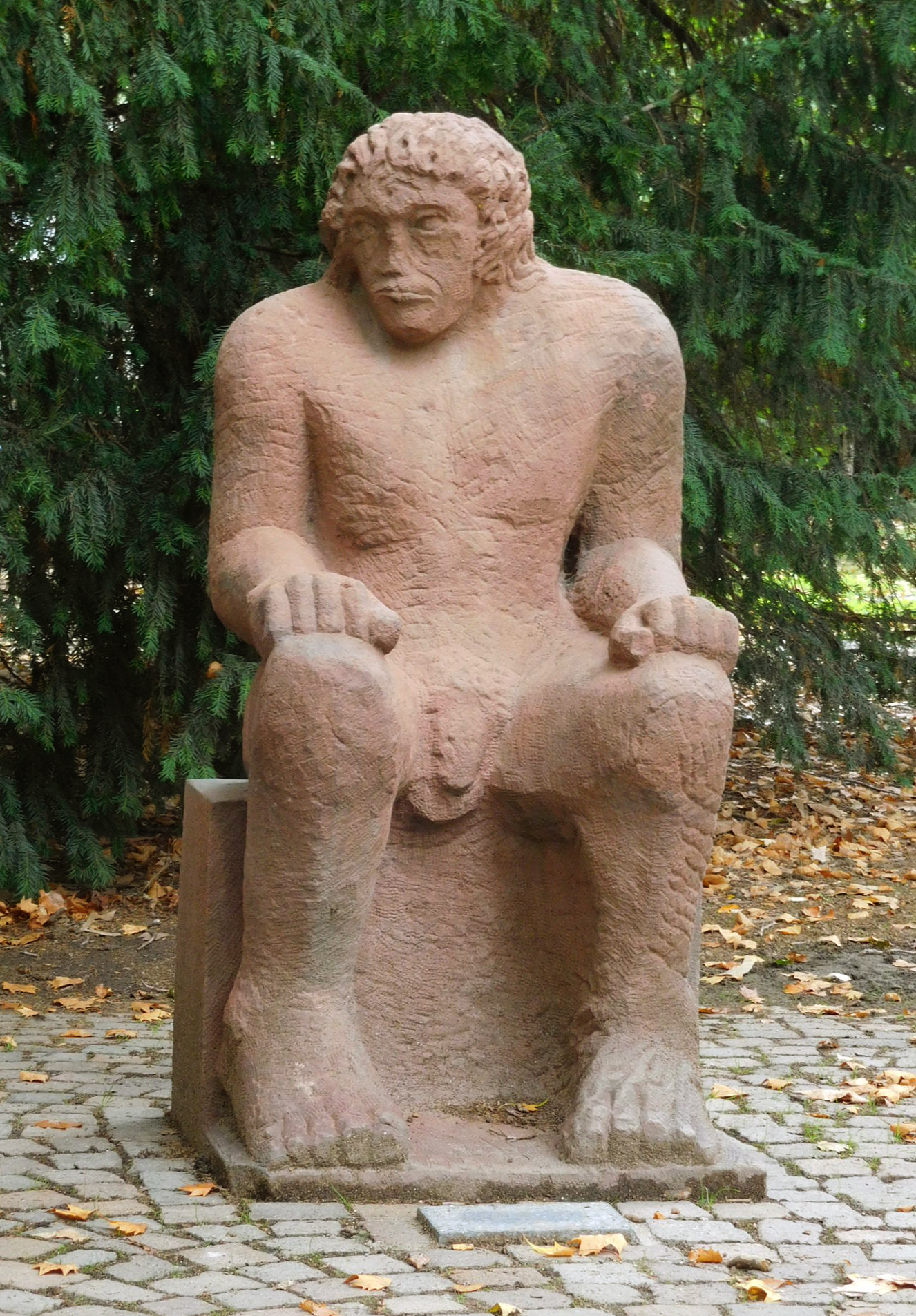
Michael Siebel: Sitzender, 1983, Sandsteinskulptur

Michael Siebel (* 11. Juli 1951 in Frankfurt am Main,  † 4. Dezember 2024 in Wiesbaden) war ein deutscher Bildhauer.

## Leben und Werk
Siebel wuchs in Frankfurt-Sachsenhausen auf und studierte, nach einer Steinmetzlehre von 1974 bis 1979, in der Bildhauerklasse der Städelschule in Frankfurt bei Michael Croissant (1928–2002) und Willi Schmidt (1924–2011).
Bereits kurz nach Studienabschluss erhielt er 1980 mit Die große Diagonale einen ersten Auftrag für eine Großskulptur im öffentlichen Raum. Die rhythmische Oberfläche der Großen Diagonale, einem 2 × 1 Meter große Granitblock, wurde von ihm händisch und am Aufstellungsort in drei Monaten in vertikaler Bewegungsrichtung herausgearbeitet. „Dafür modellierte der Künstler die vier Seitenflächen, um dem Stein eine weiche, wie eingedrückte Form zu geben, die im Gegensatz zu der extremen natürlichen Härte des Materials steht …“ 1983 folgte die Skulptur Sitzender, eine monolithische, in sich ruhende Figur, die in ihrer realistischen Manier eine singuläre Arbeit in Siebels Werk blieb. Der historische Buntsandstein diente zuvor als Sockel des alten Friedrich-Stoltze-Denkmals in Frankfurt, das 1970 versetzt und erneuert wurde.
1992 wurde Siebel künstlerischer Leiter der Bildhauerwerkstatt der „Jugendkulturwerkstatt Gallus“, 2016 ging er in den Ruhestand. In dieser Bildhauerwerkstatt im Gutleutviertel werden straffällig gewordene Jugendliche – statt einer Haftstrafe – resozialisiert.
2000 entstand seine Skulptur Living Stone (Der lebendige Stein) auf dem Gustavsburgplatz im Frankfurter Gallusviertel, die als erste Steinskulptur im öffentlichen Raum gilt, zu deren Konzeption es gehört, von Zeit zu Zeit durch Eingriffe anderer Künstler verändert zu werden. Der 4 × 2 m große und acht Tonnen schwere helle Sandsteinblock wurde 2000 von Siebel gemeinsam mit Bewohnern des Viertels und Mitgliedern der Jugendkulturwerkstatt bildhauerisch gestaltet. Bereits 2003 nahm der französische Künstler David Hurstel eine erste Veränderung vor, 2015 bearbeitete und veränderte der Bildhauer Simon Vogt die Skulptur abermals gemeinsam mit den Anwohnern. Nur die von Anfang an in den Stein gemeißelte emblematische Inschrift „NICHTS BLEIBT SO WIE ES IST“ bleibt jeweils unverändert.
2002 entstand im Auftrag der Stadt Frankfurt die Skulptur Fischernachen, der in einem fünf Meter langen und 5 Tonnen schweren Buntsandsteinblock an die 945 gegründete Fischerzunft erinnerte. 2005 erhielt Siebel den Förderpreis der Heusenstammstiftung, Frankfurt. Im gleichen Jahr wurde er Mitglied in der Frankfurter Künstlergesellschaft von 1857.
Siebel lebte und arbeitete in Frankfurt am Main und Wiesbaden.

## Werke im öffentlichen Raum
- 1980: Die große Diagonale, Skulptur in Granit. Standort Taunusanlage
- 1982: Wappen der Partnerstädte, Bronzeplakette, Durchmesser 1,22 Meter. Standort Hasengasse (Frankfurt am Main)
- 1983: Sitzender, Skulptur in rotem Sandstein. Standort Eschenheimer Anlage
- 2000: Living Stone in der Bearbeitung von 2000. Skulptur in gelbem Sandstein, Standort: Gustavsburgplatz
- 2002: Fischernachen, Skulptur in rotem Mainsandstein. Standort Obermainanlage

## Ausstellungen
- 2009 Heussenstamm-Galerie, Frankfurt am Main (mit Inge Helsper-Christiansen)